# Harry Wouters van den Oudenweijer
H.J.M. (Harry) Wouters van den Oudenweijer (Elst (Gelderland), 5 juli 1933 – 7 april 2020) was een Nederlands springruiter.
Op het Europese kampioenschap in Rome in 1977 behaalde de Nederlandse equipe bestaande uit Anton Ebben, Johan Heins, Henk Nooren en Harry Wouters van den Oudenweijer, onder leiding van chef d'équipe Ben Arts, de gouden medaille. Zij werden gehuldigd op het Piazza de Siena. Zij werden in datzelfde jaar ook gekozen tot de Nederlandse Sportploeg van het jaar.
In totaal haalde hij 25 Grand Prix overwinningen. Hij stopte met actieve wedstrijdsport in 1988. Daarna werd hij bondscoach van het jeugdteam van Oostenrijk en later van Indonesië, Maleisië en Thailand. 
Wouters van den Oudenweijer is de vader van Patrick Wouters van den Oudenweijer, teammanager van TVM en samen met Rintje Ritsma in 1995 oprichter van de eerste commerciële schaatsploeg in Nederland.

## Palmares
- 1958 - winnaar van de Grote Prijs Jumping Amsterdam met het paard Luitenant
- 1969 - winnaar van de Grote Prijs op het CHIO van Rotterdam met Abadan
- 1976 - Nederlands kampioen in Groningen met het paard Salerno
- 1977 - Europees kampioenschap in Rome: gouden teammedaille